# خرمن دنیس
خرمن دنیس (اسپانیایی: Germán Denis‎؛ زادهٔ ۱۰ سپتامبر ۱۹۸۱) بازیکن فوتبال اهل آرژانتین است.
از باشگاه‌هایی که در آن بازی کرده‌است می‌توان به باشگاه فوتبال آتالانتا، باشگاه فوتبال ناپولی، باشگاه فوتبال ایندپندینته، باشگاه فوتبال چزنا، باشگاه فوتبال آرسنال ساراندی، باشگاه فوتبال راسینگ، باشگاه فوتبال یونیورسیتاریو، و باشگاه فوتبال اودینزه اشاره کرد.
وی همچنین در تیم ملی فوتبال آرژانتین بازی کرده‌است.